# Máy bán bao cao su

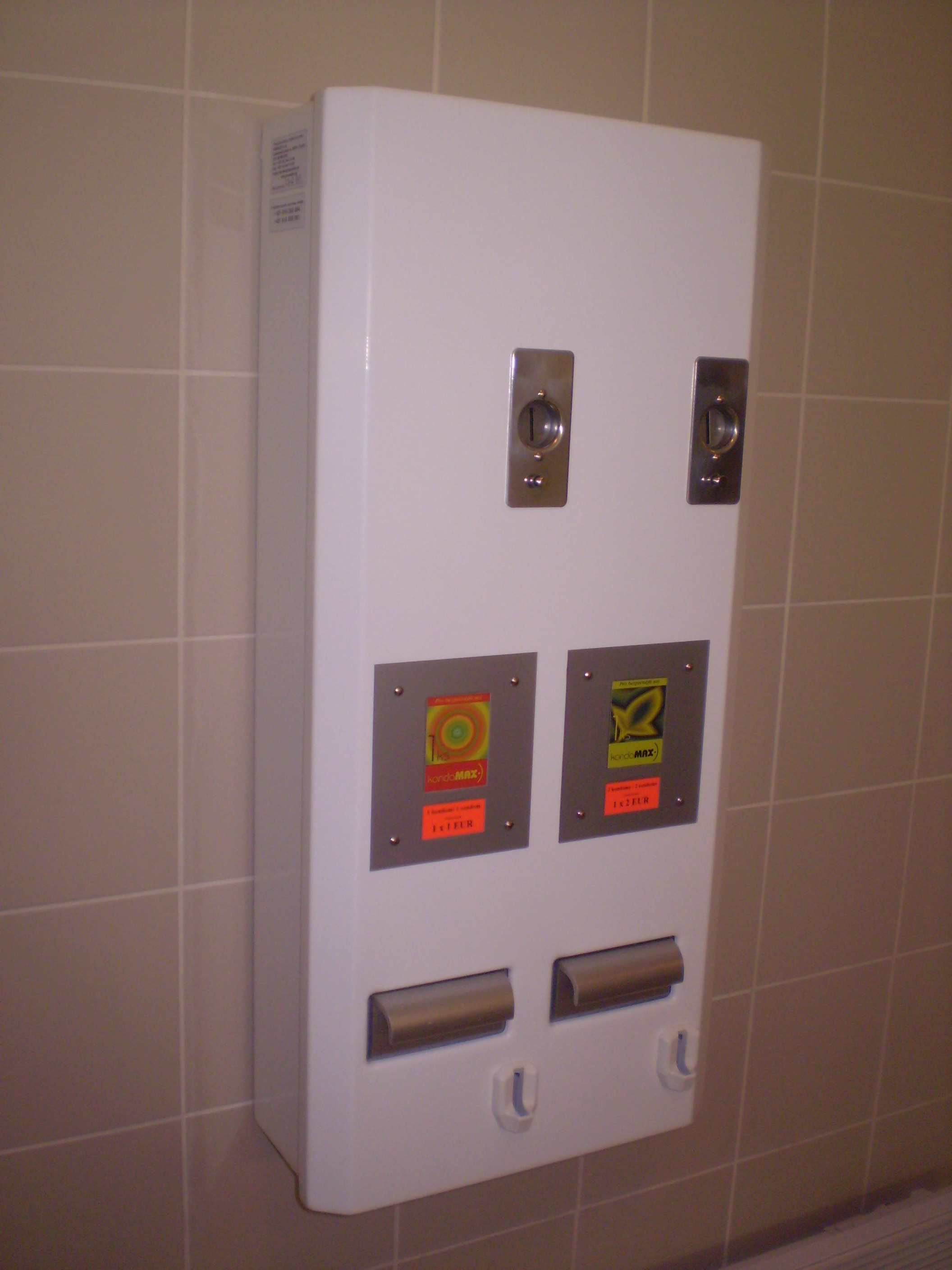
Máy bán bao cao su được sử dụng ở Slovakia

Máy bán bao cao su là loại máy bán hàng tự động chuyên dùng để bán bao cao su. Máy này thường được đặt trong nhà vệ sinh công cộng, ga tàu điện ngầm, nhà ga và sân bay như một biện pháp y tế cộng đồng nhằm thúc đẩy tình dục an toàn. Nhiều hiệu thuốc còn giữ một cửa hàng bên ngoài để khách có thể tiếp cận được sau giờ làm việc. Có những ví dụ hiếm hoi về việc phân phối bao cao su dành cho phụ nữ.
Theo Cục Quản lý Thực phẩm và Dược phẩm Hoa Kỳ, khi sử dụng bao cao su từ máy bán hàng này, người dùng nên kiểm tra ngày hết hạn, rằng bao cao su có phải là loại cao su hay không và có dán nhãn phòng bệnh hay không, và máy không được tiếp xúc trực tiếp với ánh nắng mặt trời hoặc nguồn nhiệt độ khắc nghiệt khác.